# Senegalská fotbalová reprezentace
Senegalská fotbalová reprezentace reprezentuje Senegal na mezinárodních fotbalových akcích, jako je mistrovství světa, Africký pohár národů nebo olympijské hry.
Senegalský fotbalový svaz byl založen v roce 1960 a o dva roky později byl přijat do FIFA.

## Mistrovství světa
Seznam zápasů senegalské fotbalové reprezentace na MS
| Rok    | Účast                                           | Soupisky |
| ------ | ----------------------------------------------- | -------- |
| 1962   | Bez účasti                                      |          |
| 1966   | Odstoupili                                      |          |
| 1970   | Nepostoupili z kvalifikace                      |          |
| 1974   | Nepostoupili z kvalifikace                      |          |
| 1978   | Nepostoupili z kvalifikace                      |          |
| 1982   | Nepostoupili z kvalifikace                      |          |
| 1986   | Nepostoupili z kvalifikace                      |          |
| 1990   | Nepostoupili z kvalifikace                      |          |
| 1994   | Nepostoupili z kvalifikace                      |          |
| 1998   | Nepostoupili z kvalifikace                      |          |
| 2002   | Vyřazení ve čtvrtfinále Tureckem                | Soupiska |
| 2006   | Nepostoupili z kvalifikace                      |          |
| 2010   | Nepostoupili z kvalifikace                      |          |
| 2014   | Nepostoupili z kvalifikace                      |          |
| 2018   | nepostoupili ze skupiny                         | Soupiska |
| 2022   | Vyřazení v osmifinále Anglií                    | Soupiska |
| Celkem | Účast – 3× Zlato – 0×, Stříbro – 0×, Bronz – 0× |          |

## Africký pohár národů
Na závěrečném turnaji mistrovství Afriky hrál Senegal jedenáctkrát, když jeho největším úspěchem je zlato z roku 2021 a stříbro z roku 2002 a 2019.